# ستيفن نغيسان
ستيفن نغيسان (بالفرنسية: Steven N'Guessan)‏ هو لاعب كرة قدم فرنسي في مركز الدفاع، ولد في 29 يوليو 2000 في فرنسا. لعب مع نادي جازيليك أجاكسيو.

## وصلات خارجية
- ستيفن نغيسان على موقع رابطة كرة القدم الفرنسية للمحترفين (الإنجليزية)
- ستيفن نغيسان على موقع قاعدة بيانات كرة القدم.إي يو (الإنجليزية)
- ستيفن نغيسان على موقع ليكيب (الفرنسية)
- ستيفن نغيسان على موقع Soccerway.com (الإنجليزية)